# ディキンソン郡 (アイオワ州)
ディキンソン郡（英: Dickinson County）は、アメリカ合衆国アイオワ州の北西部に位置する郡である。2010年国勢調査での人口は16,667人であり、2000年の16,424人から1.5％増加した。郡庁所在地はスピリットレイク市（人口4,840人）であり、同郡で人口最大の都市でもある。ディキンソン郡は1857年に設立され、郡名はニューヨーク州選出アメリカ合衆国上院議員を務めたダニエル・S・ディキンソン（1800年 - 1866年）にちなんで名付けられた。

## 地理
アメリカ合衆国国勢調査局に拠れば、郡域全面積は403.698平方マイル（1,045.6km2）であり、このうち陸地は381.06平方マイル（986.9km2）、水域は22.63平方マイル（58.6km2）で、水域率は5.61％である。
アイオワ・グレート・レイクスと呼ばれる地域が郡内にあり、州内で人気のある観光地になっている。これが近年の人口増加にも寄与している。湖はウェスト・オコボジ湖、イースト・オコボジ湖、スピリット湖がある。

### 主要高規格道路
- アメリカ国道71号線
- アイオワ州道9号線
- アイオワ州道86号線

### 隣接する郡
- ジャクソン郡 (ミネソタ州) - 北
- エメット郡 - 東
- クレイ郡 - 南
- オセオラ郡 - 西

## 人口動態

### 2010年国勢調査
以下は2010年国勢調査による人口統計データである。
基礎データ
- 人口: 16,667人
- 人口密度: 17人/km2（44人/mi2）
- 住居数: 12,849軒
- 使用住居: 7,554軒[5]

### 2000年国勢調査

2000人口ピラミッド

以下は2000年国勢調査による人口統計データである。
| 基礎データ - 人口: 16,424人 - 世帯数: 7,103 世帯 - 家族数: 4,759 家族 - 人口密度: 17人/km2（43人/mi2） - 住居数: 11,375軒 - 住居密度: 12軒/km2（30軒/mi2） 人種別人口構成 - 白人: 98.90% - アフリカン・アメリカン: 0.18% - ネイティブ・アメリカン: 0.21% - アジア人: 0.18% - 太平洋諸島系: 0.01% - その他の人種: 0.10% - 混血: 0.43% - ヒスパニック・ラテン系: 0.66% 年齢別人口構成 - 18歳未満: 21.9% - 18-24歳: 6.6% - 25-44歳: 23.9% - 45-64歳: 26.9% - 65歳以上: 20.6% - 年齢の中央値: 43歳 - 性比（女性100人あたり男性の人口） - 総人口: 95.0 - 18歳以上: 92.3 | 世帯と家族（対世帯数） - 18歳未満の子供がいる: 26.1% - 結婚・同居している夫婦: 57.8% - 未婚・離婚・死別女性が世帯主: 6.7% - 非家族世帯: 33.0% - 単身世帯: 28.6% - 65歳以上の老人1人暮らし: 13.7% - 平均構成人数 - 世帯: 2.27人 - 家族: 2.78人 収入と家計 - 収入の中央値 - 世帯: 39,020米ドル - 家族: 47,739米ドル - 性別 - 男性: 30,523米ドル - 女性: 22,131米ドル - 人口1人あたり収入: 21,929米ドル - 貧困線以下 - 対人口: 6.0% - 対家族数: 4.2% - 18歳未満: 5.9% - 65歳以上: 7.0% |

## 都市と町

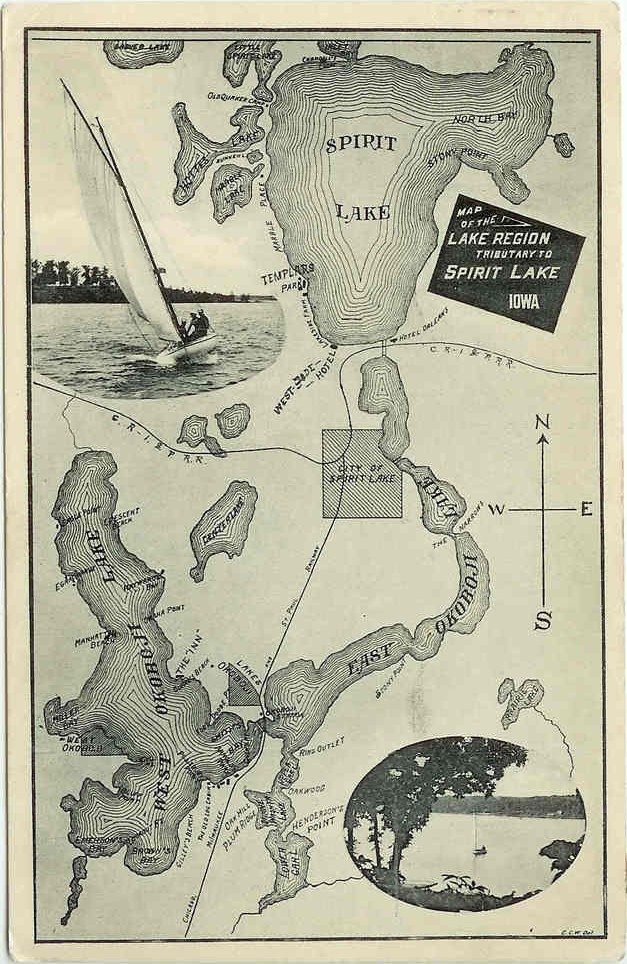
スピリットレイク付近図のある絵葉書
消印は1907年8月1日オコボジ

### 都市
- スピリットレイク - 郡庁所在地
- アーノルズパーク
- レイクパーク
- ミルフォード
- オコボジ
- オーリンズ
- シューピアリア
- テリル
- ワーピトン
- ウェストオコボジ

### その他の町
- モンゴメリー

### 郡区
ディキンソン郡は12の郡区に分割されている。
| - センターグローブ郡区 - ダイアモンドレイク郡区 - エクセルシア郡区 | - レイクビル郡区 - ロイド郡区 - ミルフォード郡区 | - オコボジ郡区 - リッチランド郡区 - シルバーレイク郡区 | - スピリットレイク郡区 - シューピアリア郡区 - ウェストポート郡区 |